# Krawari
Krawari lub Kravari (maced. Кравари) – wieś w południowej Macedonii Północnej, w pobliżu drugiego co do wielkości miasta tego kraju – Bitoli. Osada wchodzi w skład gminy Bitola.
Według stanu na 2015 rok wieś liczyła 1193 mieszkańców.